# Балдиня, Элвира
Э́лвира Ба́лдиня (по мужу — Остро́вская, встречается вариант написания имени Эльвира Балдиня, латыш. Elvīra Baldiņa; 11 августа 1919 — 27 мая 2025, Рига) — советская и латвийская театральная актриса. Заслуженная артистка Латвийской ССР (1955).

## Биография
Элвира Балдиня родилась 11 августа 1919 года на хуторе Каркли Краукльской волости Цесисского уезда в крестьянской семье.
Училась в Краукльской начальной школе, окончила Государственную гимназию в Цесвайне. Переехала в Ригу, год посещала Театральную школу товарищества латвийских актёров. Продолжила учёбу в студии Латвийского драматического ансамбля, в постановках которого принимала участие, совмещая занятия и работу с выступлениями на сцене (1941—1944).
По окончании войны — актриса Государственного театра юного зрителя Латвийской ССР (1945—1976). После выхода на пенсию продолжала работать вне штата, вплоть до закрытия театра в 1992 году.
Принимала участие в радиоспектаклях и телевизионных постановках, рассчитанных на детскую аудиторию. Занималась общественной деятельностью, была народным заседателем и депутатом районного Совета. Награждена орденом «Знак Почёта». Стипендиат Латвийского культурного фонда.
Скончалась 27 мая 2025 года в возрасте 105 лет в Риге.

## Признание и награды
- Заслуженная артистка Латвийской ССР (1955)
- Орден «Знак Почёта» (03.01.1956)
- орден Трёх звёзд (2010)

## Творчество

### Роли в театре

#### Латвийский драматический ансамбль
- 1943 — «Бранд» Генрика Ибсена — Герда

#### Государственный театр юного зрителя Латвийской ССР
- 1947 — «Принцесса Гундега и король Брусубарда» (латыш. "Princese Gundega un karalis Brusubārda") Анны Бригадере — Сниедзе
- 1949 — «Майя и Пайя» (латыш. "Maija un Paija") Анны Бригадере — Майя
- 1950 — «Снежная королева» (латыш. "Sniega karaliene") Евгения Шварца — Герда
- 1951 — «Её друзья» (латыш. "Viņas draugi") Виктора Розова — Таня
- 1953 — «Алёша Пешков» (латыш. "Aļoša Peškovs") Ольги Форш — Алёша Пешков
- 1954 — «Смех и слёзы» (латыш. "Smiekli un asaras") Сергея Михалкова — Принц Чихалья
- 1954 — «У опасной черты» (латыш. "Uz bīstamās robežas") Валентины Любимовой — Сашенька
- 1955 — «Наташин дневник» (латыш. "Natašas dienasgrāmata") Исайи Кузнецова и Авенира Зака — Наташа
- 1956 — «Золотой конь» (латыш. "Zelta zirgs") Райниса — Саулцерите
- 1956 — «Приключения Димки» (латыш. "Dimkas pedzīvojumi") Вадима Коростылёва — Петька Ершов
- 1957 — «Поросль» (латыш. "Jaunaudze") Казиса Бинкиса — Алдона
- 1957 — «В поисках радости» (латыш. "Prieku meklējot") Виктора Розова — Леночка
- 1956 — «Республика Вороньей улицы» (латыш. "Vārnu ielas republika") Яниса Гризиня — Янка
- 1958 — «Сомбреро» (латыш. "Sombrēro") Михалкова Сергея — Вадим (школьник)
- 1958 — «Когда пылает сердце» (латыш. "Kad liesmo sirds") Яниса Анерауда — Ольга Мартинсоне
- 1959 — «И так и этак, всё ничего» (латыш. "Šis un tas itnekas") Яниса Акуратера — Казайка
- 1960 — «Отверженные» (латыш. "Nožēlojamie") по роману Виктора Гюго — Гаврош
- 1960 — «Ребята с нашего двора» (латыш. "Mūsu sētas bērni") Зенты Эргле — Тонис
- 1962 — «Все это не так просто» (латыш. "Tas nav tik vienkārši") Георгия Шмелёва — Елена Сергеевна
- 1966 — «Легенда об Уленшпигеле» (латыш. "Leģenda par Pūcesspieģeli") по роману Шарля де Костера — Катлин
- 1967 — «Винни-Пух и его друзья» (латыш. "Lācītis Pūks un viņa draugi") Алана Милна — Винни-Пух
- 1967 — «Последние» (латыш. "Pēdējie") М. Горького — София
- 1968 — «Малыш и Карлсон, который живёт на крыше» (латыш. "Brālītis un Karlsons, kas dzīvo uz jumta") Астрид Линдгрен — Мать Малыша
- 1969 — «Шурум Бурум» (латыш. "Šurumburums") — Мать
- 1971 — «Винни-Пух и его друзья» (латыш. "Lācītis Pūks un viņa draugi") Алана Милна — Мудрая Сова
- 1978 — «Капля солнечной росы» (латыш. "Saule rasas pilienā") Яниса Яунсудрабиня — Бабушка
- 1981 — «Ожидание праздника» (латыш. "Gaidīšanas svētki") Паула Путниньша — Сигита

## Фильмография
- 1970 — Клав — сын Мартина — учительница
- 1985 — Мальчик-с-пальчик — бабушка Спридитиса
- 1993 — Клетка — мать